# Vitreolina colini
Vitreolina colini is een slakkensoort uit de familie van de Eulimidae. De wetenschappelijke naam van de soort is voor het eerst geldig gepubliceerd in 2006 door Espinosa & Ortea.